# Romaixki (Volgograd)
|  | Per a altres significats, vegeu «Romaixki». |

Romaixki (en rus: Ромашки) és un poble (un possiólok) de l'óblast de Volgograd, a Rússia, segons el cens del 2010 tenia 1.253 habitants. Pertany al districte municipal de Pal·làssovka.